# 上豊江駅
上豊江駅（サンプンガンえき）は朝鮮民主主義人民共和国慈江道慈城郡に位置する朝鮮民主主義人民共和国鉄道省北部内陸線の駅であり、また雲峰線の始発駅である。

## 沿革
雲峰線は1959年に開通したが、上豊江駅は1987年11月27日に北部内陸線の最初の西部区間（上豊江-慈城）が完成した際に設置された。ここから先は、雲峰線が北部内陸線に吸収された形になっていて、上豊江駅が北部線と雲峰線の残りの区間との交差点となっている。